# Maribel Caicedo
Maribel Vanessa Caicedo (ur. 1 kwietnia 1998 w Guayaquil) – ekwadorska lekkoatletka specjalizująca się w biegach płotkarskich.
Złota (w biegu na 100 metrów przez płotki) oraz brązowa (w biegu na 100 metrów) medalistka mistrzostw Ameryki Południowej juniorów młodszych (2014). W 2015 została mistrzynią świata juniorów młodszych oraz zdobyła srebrny medal podczas juniorskiego czempionatu obu Ameryk w Edmonton.
Złota medalistka mistrzostw Ekwadoru.

## Osiągnięcia
| Rok  | Impreza                                     | Miejsce        | Konkurencja                     | Lokata     | Wynik |
| ---- | ------------------------------------------- | -------------- | ------------------------------- | ---------- | ----- |
| 2014 | Mistrzostwa Ameryki Płd. juniorów młodszych | Cali           | bieg na 100 metrów              | 3. miejsce | 12,04 |
| 2014 | Mistrzostwa Ameryki Płd. juniorów młodszych | Cali           | bieg na 100 metrów przez płotki | 1. miejsce | 13,49 |
| 2015 | Mistrzostwa Ameryki Południowej juniorów    | Cuenca         | sztafeta 4 × 100 metrów         | 2. miejsce | 44,88 |
| 2015 | Mistrzostwa Ameryki Południowej             | Lima           | bieg na 100 metrów przez płotki | 7. miejsce | 14,58 |
| 2015 | Mistrzostwa świata juniorów młodszych       | Cali           | bieg na 100 metrów przez płotki | 1. miejsce | 13,04 |
| 2015 | Mistrzostwa panamerykańskie juniorów        | Edmonton       | bieg na 100 metrów przez płotki | 2. miejsce | 13,45 |
| 2016 | Mistrzostwa ibero-amerykańskie              | Rio de Janeiro | bieg na 100 metrów przez płotki | 6. miejsce | 13,62 |
| 2016 | Mistrzostwa świata juniorów                 | Bydgoszcz      | bieg na 100 metrów przez płotki | eliminacje | DQ    |
| 2016 | Mistrzostwa świata juniorów                 | Bydgoszcz      | sztafeta 4 × 100 metrów         | 8. miejsce | 45,72 |
| 2017 | Mistrzostwa panamerykańskie juniorów        | Trujillo       | bieg na 100 metrów przez płotki | 3. miejsce | 13,41 |
| 2017 | Mistrzostwa panamerykańskie juniorów        | Trujillo       | sztafeta 4 × 100 metrów         | 4. miejsce | 45,64 |
| 2017 | Mistrzostwa Ameryki Południowej juniorów    | Leonora        | sztafeta 4 × 100 metrów         | 1. miejsce | 46,47 |
| 2018 | Igrzyska Ameryki Południowej                | Cochabamba     | bieg na 100 metrów przez płotki | –          | DNF   |
| 2018 | Mistrzostwa ibero-amerykańskie              | Trujillo       | bieg na 100 metrów przez płotki | 2. miejsce | 13,63 |
| 2018 | Mistrzostwa ibero-amerykańskie              | Trujillo       | sztafeta 4 × 100 metrów         | 2. miejsce | 46,94 |
| 2018 | Młodzieżowe mistrzostwa Ameryki Południowej | Cuenca         | bieg na 100 metrów przez płotki | 2. miejsce | 13,54 |
| 2019 | Igrzyska panamerykańskie                    | Lima           | bieg na 100 metrów przez płotki | eliminacje | 13,53 |
| 2019 | Igrzyska panamerykańskie                    | Lima           | sztafeta 4 × 100 metrów         | –          | DQ    |
| 2022 | Halowe mistrzostwa świata                   | Belgrad        | bieg na 60 metrów przez płotki  | eliminacje | 8,33  |
| 2024 | Igrzyska olimpijskie                        | Paryż          | bieg na 100 metrów przez płotki | półfinał   | 12,67 |

## Rekordy życiowe
- Bieg na 100 metrów – 11,47 (2025)
- Bieg na 100 metrów przez płotki – 12,49 (2024) rekord Ameryki Południowej / 12,38w (2024)